# William Dyce

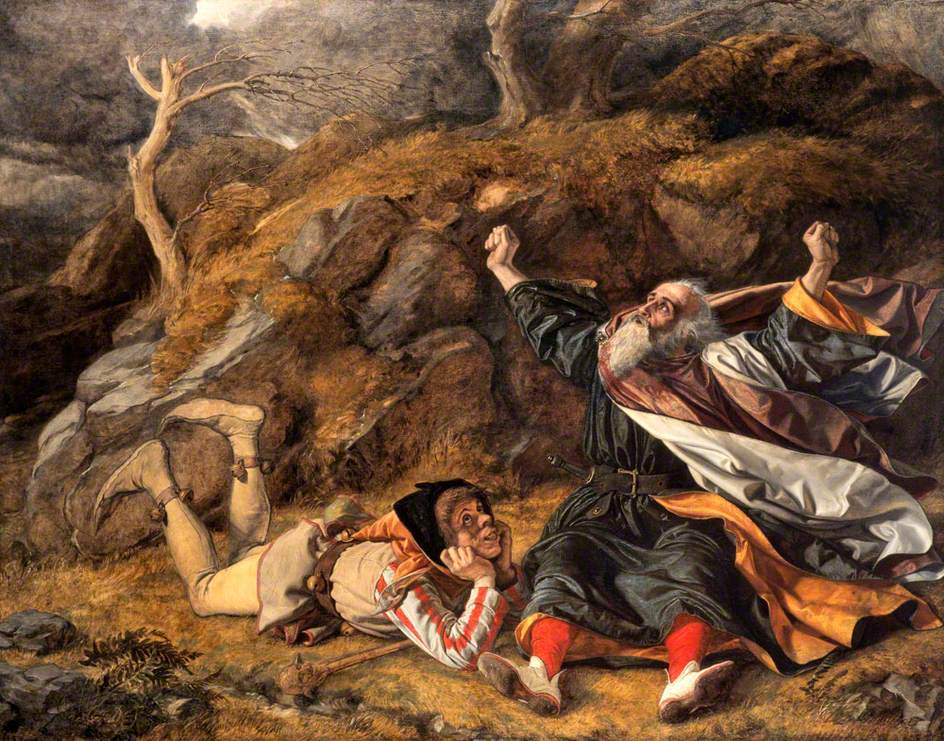
König Lear und der Hofnarr im Unwetter

William Dyce RA (* 19. September 1806 in Aberdeen; † 14. Februar 1864 in London) war ein schottischer Maler, der bedeutenden Einfluss auf den Kunstunterricht in England hatte.
William Dyce absolvierte das Marischal College in Aberdeen und nahm anschließend gegen den Willen seines Vaters, der Arzt war, ein Kunststudium an den Royal Academy Schools in London auf. Danach unternahm Dyce verschiedene Reisen nach Italien und studierte die Maler der italienischen Frührenaissance. 1825 hielt er sich zum ersten Mal in Rom auf und kehrte 1827 zurück, um für anderthalb Jahre in der italienischen Hauptstadt zu leben. In dieser Zeit kam er durch seine Freundschaft mit Johann Friedrich Overbeck mit der Nazarenischen Kunst in Berührung.
Dyce war gläubiger Katholik, und sein Werk wird hauptsächlich von der Porträtmalerei sowie von historischen und religiösen Themen bestimmt; in seinen Fresken stellte er vornehmlich allegorische Figuren und Heilige dar. 1827 hatte er seine erste Ausstellung in der Royal Academy of Arts. Mit seinem Werk „Madonna and Child“ begründete er 1828 den Stil des Präraffaelitismus in England.
Dyce wurde 1832 in die Royal Society Edinburgh aufgenommen. 1840 übernahm er die Leitung der neu gegründeten Government School of Design, das spätere Royal College of Art, in London. 1843 schied er dort aus und erlangte 1844 die erste Professur für Bildende Kunst am Londoner King’s College. Mitglied der Royal Academy of Arts wurde er 1848.
1846 wurden Dyce Wandmalereien im House of Lords anvertraut, und 1848 solche in den Robing Rooms der Königin. Dyce war ein fähiger Musiker und Glasmaler, zugleich Führer in der High-Church-Bewegung.

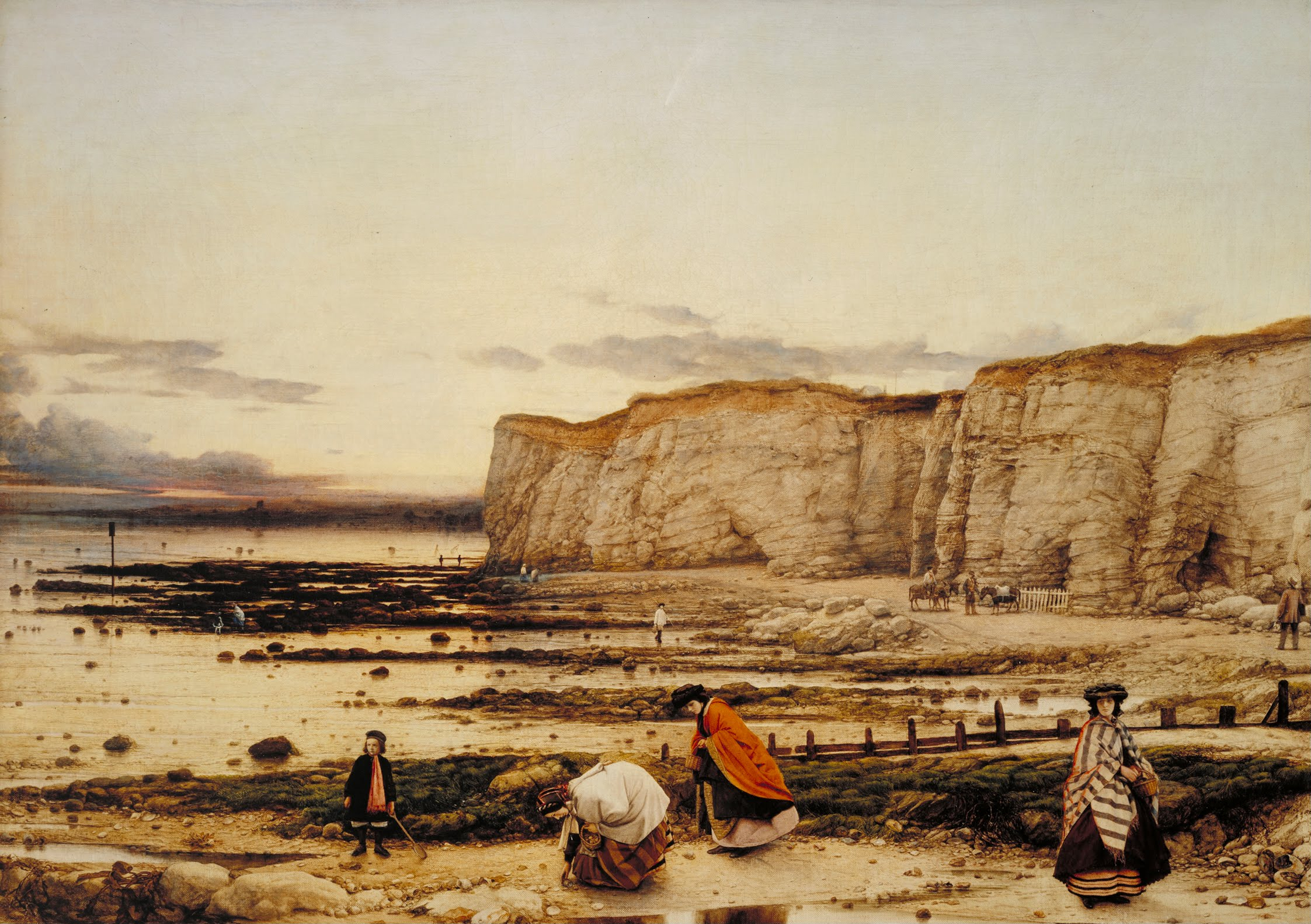
Pegwell Bay in Kent
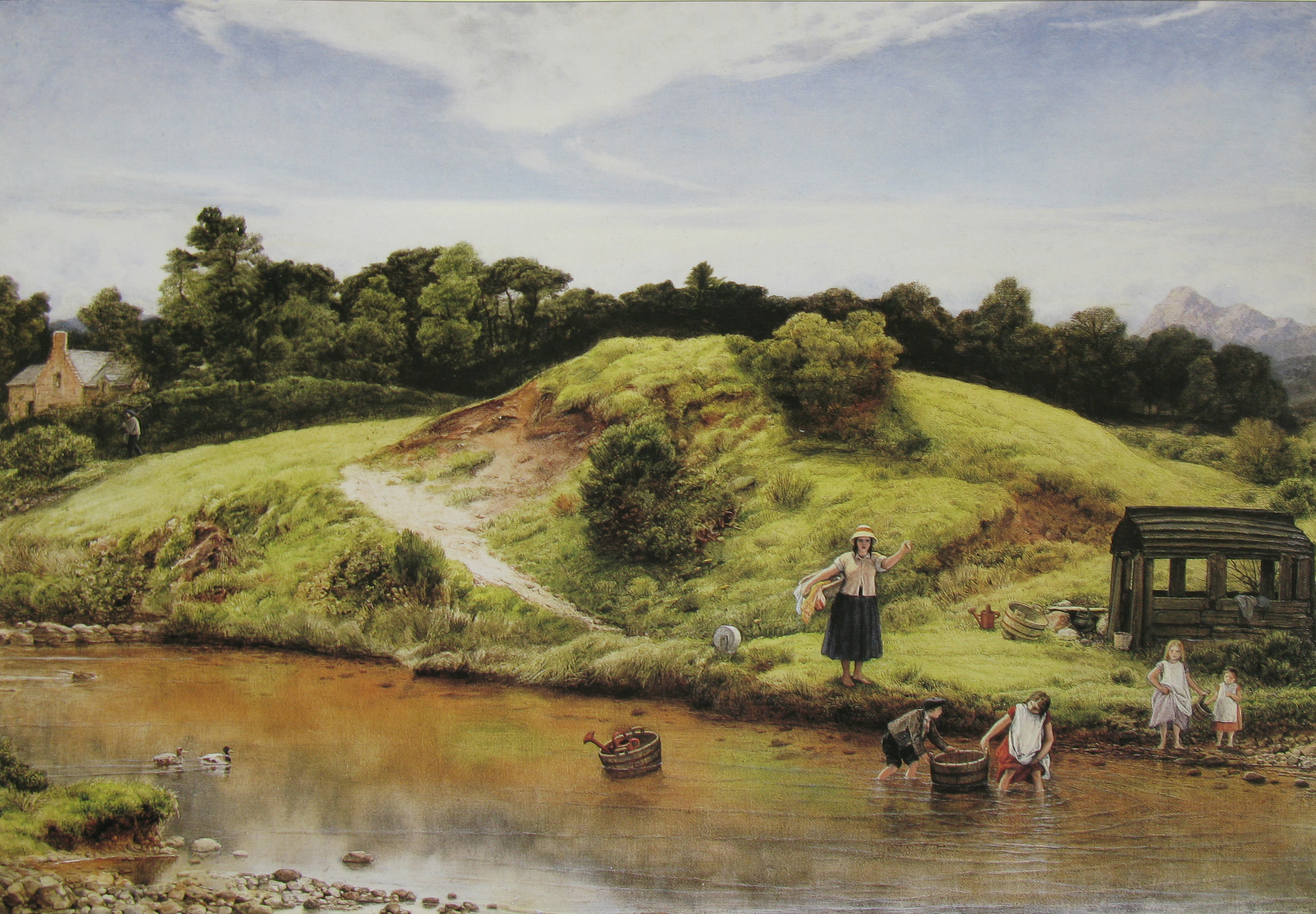
Szenerie in Arran
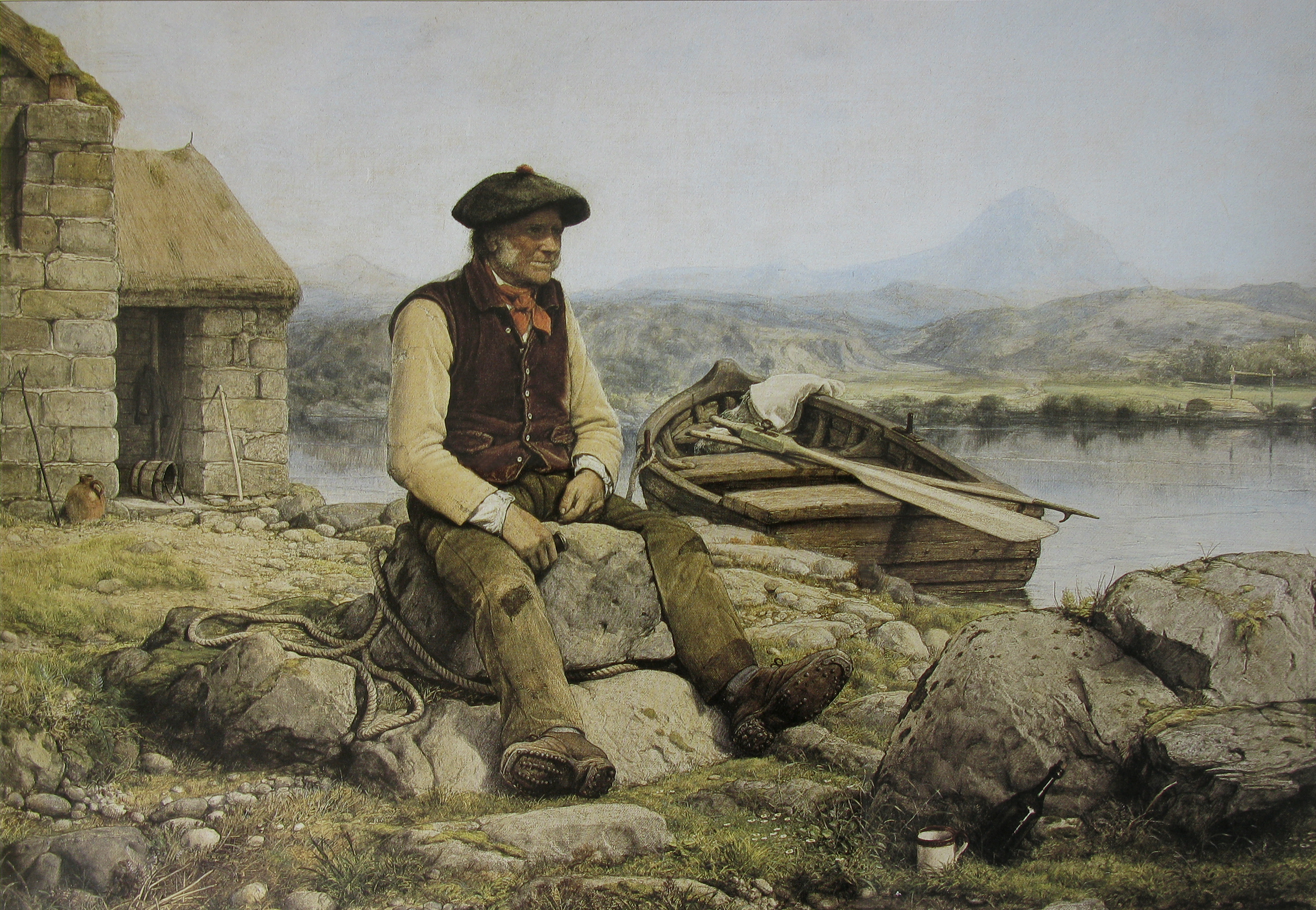
The Highland Ferryman